# 美而美
美而美是一些台灣本土連鎖西式早餐店的總稱，主色調為紅底黃斜線。原為林坤炎於1981年在台北市八德路創立的早餐店名稱，後因未申請商標保護而發生了商標爭議。根據1994年最高行政法院裁定的判決，為了做出區別而分別將店名改成了「巨林美而美」、「瑞麟美而美（美而美餐飲連鎖企業集團）」，此外還有直接改名的「弘爺漢堡」和「早安美芝城」等品牌。
其名稱由來為林坤炎的朋友住處附近（現今台北捷運文湖線六張犁站周邊）有一家麵包店叫做「美天美」，以及當時許多超市或賣皮鞋的都叫做「美而廉」，將兩者名稱結合在一起而產生。

## 歷史

### 巨林美而美
巨林美而美，現今公司全名為「巨林食品企業有限公司」。
1981年，原於南亞塑膠工作的林坤炎，於電視上看見美國棒球場吃熱狗的文化，認為在台灣也能夠以類似的形式販賣漢堡，因此將作好的漢堡帶去台北市立棒球場（小巨蛋原址）販賣，但銷量不好。之後轉移至育達高職旁以小餐車形式販售，並獲得不錯的迴響。進而於八德路上開設一家名為「美而美」的早餐店，以販售平價三明治以及漢堡為主。
由於創立初期，並未去申請商標保護而造成商標被使用之狀況，於1988年開始於行政法院進行了一連串的訴訟，最終以1994年由最高行政法院判定為「弱勢商標」定案。為了做出店家區隔，林坤炎的美而美體系因而更名為「巨林美而美」繼續經營。
1992年，巨林美而美的體系下的早餐店加盟突破1,100家店。後來也延伸出了旗下加盟店所創的味亦美早餐、巨森早餐吧，以及巨林的牛奶配送商所創辦的弘爺漢堡。

### 瑞麟美而美
瑞麟美而美，現今公司全名為「美而美餐飲連鎖企業集團」。其創辦者賴瑞麟為彰化縣員林人，原為公職人員。因父親經商失敗欠下龐大債務，薪水不足以養家還債，因此決定開始從事早餐店經營。1988年於台北市通化街開設第一家瑞麟美而美早餐店，並於第一年開設了40餘家加盟店。
1988年註冊「瑞麟美而美」和「瑞麟美又美」兩件商標，造成過往廣泛使用的名稱因無法繼續使用而爆發了各方的商標戰。
1998年，為了確保商品原料的品質，投資1億元於三重工業區購地建置中央食品工廠。
考量早餐店商品單價較低，賴瑞麟也以自行設計的獲利計算公式建議旗下加盟主避開主巷道，降低租金壓力、提高利潤，加盟店數也於2004年達到2,800家。
2009年，賴瑞麟的兒子賴威光因經歷原任職公司友達光電的上司因工作而過勞死，而決定離職並與曾為跆拳道國手的妻子蔡怡婷一同協助父親的事業
。並創立網購部推銷沙拉抹醬、炭烤豬排的家庭號小包裝以接觸家庭主婦的市場。並利用所學導入企業資源系統，將經營模式電子化。
此外也開發出思慕昔冰品、康青龍茶飲等新品牌，擴大事業版圖。

### 早安美芝城
早安美芝城，現今公司全名為「美芝城實業股份有限公司」。其創辦者李松田和陳怡君夫婦在1983年於台南市開設第一間店，當時名稱為「美而美漢堡店」。
1995年，為了與現行的美而美做出品牌區隔，決定轉型成立美芝城實業股份有限公司，第一代全橘色招牌的的早安美芝城誕生。
2001年，建造佔地約1,800坪的中央工廠。
2016年，跨界與《蠟筆小新：爆睡！夢世界大作戰》合作限定版包材與快閃店。
2017年，建築師劉國滄及其團隊為早安美芝城打造形象概念店，該形象概念店座落在台南市中西區南門路上、台南孔廟文創園區旁。店觀風格以木質紋路為主，以紅底為背景。並持續研發新品上市，目前全台灣約有1,400家分店。

### Cafe Mei
Cafe Mei，於2020年初在美國加州費利蒙太平洋日常購物中心開始營運，由1989年從台灣移民至舊金山灣區的汪慧怡所創立。為美而美系品牌於美國的首家店面。
汪慧怡18歲時曾於台視大樓附近的美而美打工，因喜愛店面內的氛圍，因此奠定至美國後想自營店面的基礎。移民至美國後曾與台灣總公司聯繫詢問加盟事宜，並未成功。多年後在曾經的美而美同事、日後佳醇美而美的創辦人，以及美而美的中央廚房供應商協助之下，成功取得漢堡排跟沙拉醬的配方。
原定於2020年初正式開店，但因新冠肺炎疫情的緣故而造成客人無法於店內用餐，因此於當地社群推出線上團購以維持現金流。
2021年7月18日，宣布將於22日至24日間進行實體店面的試營運。

## 外部連結
- 美而美餐飲連鎖企業集團 （页面存档备份，存于）
- 早安美芝城 （页面存档备份，存于）